# Cephalotaxus mannii
Cephalotaxus mannii (главотис Мана, кит.: 西双版纳粗榧 hai nan cu fei) — вид хвойних рослин родини головчатотисових.

## Поширення, екологія
Країни поширення: Китай (Гуандун, Гуансі, Тибет, Юньнань); Індія (Ассам, Мегхалая, Нагаленд); Лаос; М'янма; Таїланд; В'єтнам. Цей поширений вид зустрічається в змішаних вічнозелених або листяних лісах, часто в ярах. Діапазон висот від 500 до 2000 м над рівнем моря. У Китаї, дерева не досягають вище 20 м, але в Таїланді дерева сягають 50 м у висоту. Цей максимальний показник, безумовно, потребує перевірки, але дерева 30 м висотою, зазвичай зустрічаються в неторканих вічнозелених передгірних тропічних лісах Таїланду і В'єтнаму. Cephalotaxus mannii може рости як на субстратах з силікатних порід так і вапняку. Вид часто пов'язаний з Nageia wallichiana, Taxus, Dacrycarpus imbricatus, Podocarpus neriifolius на ґрунтах, отриманих із силікатних порід, а з Pseudotsuga sinensis, Nageia fleuryi, Pinus kwangtungensis, Podocarpus pilgeri, Taxus chinensis, Fokienia hodginsii, Amentotaxus на карстових вапняках на півночі В'єтнаму і Південного Китаю.

## Морфологія
Дерева до 20 м у висоту і 50(110) см діаметра. Кора від світло-коричневого до червонувато-коричневого кольору, відшаровується. Гілки еліптичні або довгасто-еліптичні. Листки темно-зелені або сяючі оливково-зелені зверху, лінійні або лінійно-ланцетні, зазвичай прямі, іноді злегка серпоподібно вигнуті, плоскі, 1,5–4 см × 2,5–4 мм, шкірясті або відносно тонкі, жилові смуги білого або блакитнувато-білого кольору, часто нечіткі і зелені, коли сухі. Пилкові шишки по 6–8 разом, блідо-жовті, кулясті, 4–4,5 мм в діаметрі.; стебла (1)4–5 мм, мікроспорофілів 7–13, кожен з 3 або 4 пилковими мішками. Шишки поодинокі або по 2 або 3 разом. Аріли зелені спочатку, червоніючи при дозріванні, 2.2–3 × 1,1–1,2 см. Насіння оберненояйцювато-еліпсоїдне або оберненояйцювате, іноді стисле з боків, 2,2–2,8 см, верхівки легко загострені. Запилення відбувається в лютому-березні, насіння дозріває в серпні-жовтні. 2n = 24.

## Використання
Це хвойне виробляє високоякісну комахостійку деревину, яка використовується для виробництва якісних меблів, рукоділля і ручок інструментів. Насіння і кора мають лікувальні застосування в лікуванні лейкемії та лімфоми. Вид особливо підходить для використання в садівництві, але рідко зустрічається в вирощуванні поза Азією.

## Загрози та охорона
Вирубка є загрозою, оскільки вид росте повільно. Основна загроза, однак, є перетворення середовища існування для сільського господарства і в результаті важкої фрагментації лісів.